# Ruschia pulvinaris
Ruschia pulvinaris är en isörtsväxtart som beskrevs av L. Bol. Ruschia pulvinaris ingår i släktet Ruschia och familjen isörtsväxter. Inga underarter finns listade i Catalogue of Life.

## Bildgalleri

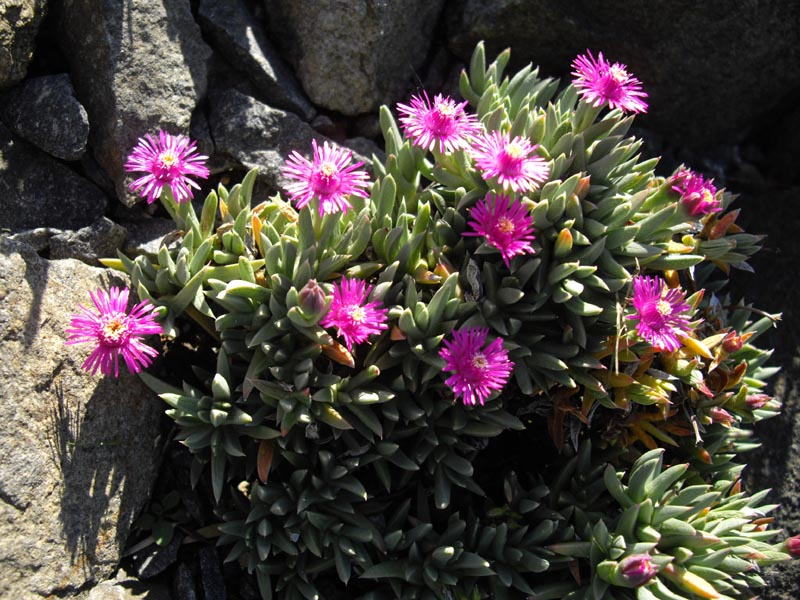
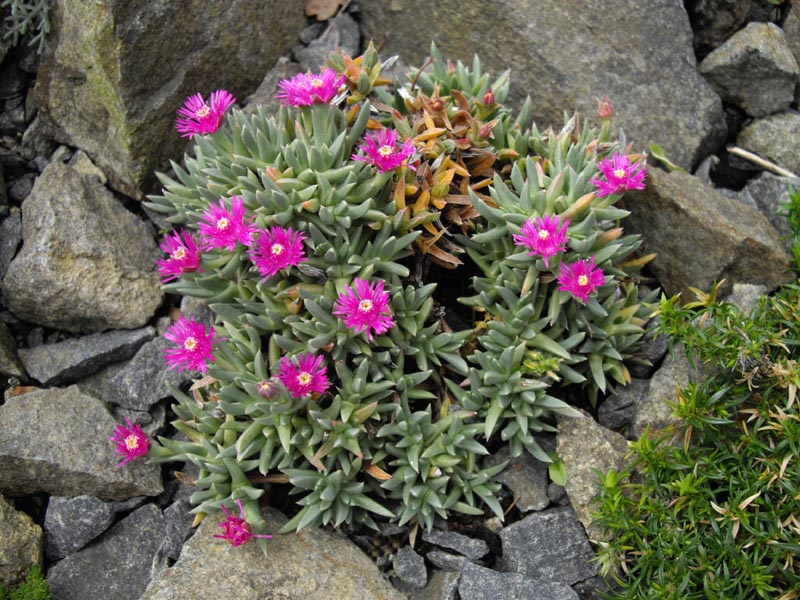